# Dawet
Dawet is een van oorsprong Indonesische gekoelde drank, die ook populair is in Suriname. De drank is gemaakt van gezoete kokosmelk met rijstmeel of maizen. Daaraan worden vaak balletjes van tapioca of geraspt ijs en kleurstof toegevoegd. Dawet is nauw verwant met cendol, dat ook een uit Indonesië afkomstige drank is. Door sommigen worden dawet en cendol zelfs als uitwisselbare namen voor varianten van dezelfde drank gezien. In Suriname is dawet vaak helemaal rose van kleur.